# Fußball-Bezirksliga Halle 1955
Die Fußball-Bezirksliga Halle 1955 war eine Übergangsrunde, die bei ihrer vierten Austragung (erstmals zweigleisig) vom Bezirksfachausschuss (BFA) Fußball Halle durchgeführt wurde. Durch die Installierung der II. DDR-Liga, blieb die Bezirksliga Halle immer noch höchste Spielklasse im Bezirk Halle, aber nur noch vierthöchste im Ligasystem auf dem Gebiet des DS.
Da die Meisterschaft ab 1956 nach sowjetischem Vorbild an das Kalenderjahr angeglichen wurde, diente die Übergangsrunde zur Überbrückung der Zeit zwischen dem Saisonende 1954/55 im Sommer 1955 und dem Beginn der Saison 1956 im Frühjahr.
Gespielt wurde in zwei Abteilungen zu je sieben Mannschaften, in diesen, in einer Doppelrunde mit Hin- und Rückspiel die beiden Sieger ermittelt wurden.
Sieger wurden die BSG Aktivist Geiseltal Mücheln (Abteilung A) und der Bezirksliganeuling BSG Motor Polysius Dessau (Abteilung B), die aber kein Aufstiegsrecht in die übergeordnete II. DDR-Liga besaßen.

## Abteilung A

### Abschlusstabelle
| Pl. | Mannschaft                     | Sp. | S  | U | N  | Tore    | Quote | Punkte |
| --- | ------------------------------ | --- | -- | - | -- | ------- | ----- | ------ |
| 1.  | BSG Aktivist Geiseltal Mücheln | 12  | 10 | 1 | 1  | 036:140 | 2,57  | 21:30  |
| 2.  | BSG Traktor Teuchern (N)       | 12  | 6  | 2 | 4  | 030:250 | 1,20  | 14:10  |
| 3.  | BSG Aktivist Amsdorf           | 12  | 6  | 2 | 4  | 028:250 | 1,12  | 14:10  |
| 4.  | BSG Motor Ammendorf            | 12  | 5  | 3 | 4  | 025:270 | 0,93  | 13:11  |
| 5.  | BSG Stahl MK Eisleben          | 12  | 5  | 0 | 7  | 019:220 | 0,86  | 10:14  |
| 6.  | BSG Chemie Buna Schkopau       | 12  | 4  | 0 | 8  | 014:220 | 0,64  | 08:16  |
| 7.  | BSG Stahl Merseburg (N)        | 12  | 2  | 0 | 10 | 017:340 | 0,50  | 04:20  |

| (N) Aufsteiger aus der Bezirksklasse 1954/55 |

### Kreuztabelle
Die Kreuztabelle stellt die Ergebnisse aller Spiele dieser Saison dar. Die Heimmannschaft ist in der linken Spalte aufgelistet und die Gastmannschaft in der obersten Reihe.
| Bezirksliga Halle Abteilung A 28. August 1955 – 15. Januar 1956 | Bezirksliga Halle Abteilung A 28. August 1955 – 15. Januar 1956 | GM  | BSG Traktor Teuchern | AMS | BSG Motor Ammendorf | BSG Stahl MK Eisleben | BSG Chemie Buna Schkopau | BSG Stahl Merseburg |
| --------------------------------------------------------------- | --------------------------------------------------------------- | --- | -------------------- | --- | ------------------- | --------------------- | ------------------------ | ------------------- |
| 01.                                                             | BSG Aktivist Geiseltal Mücheln                                  |     | 3:0                  | 5:3 | 5:1                 | A                     | 4:1                      | 3:0                 |
| 02.                                                             | BSG Traktor Teuchern                                            | 2:1 |                      | 1:1 | 4:3                 | 2:1                   | 1:0                      | 9:2                 |
| 03.                                                             | BSG Aktivist Amsdorf                                            | 2:2 | 3:2                  |     | 0:1                 | 4:1                   | 6:2                      | 2:1                 |
| 04.                                                             | BSG Motor Ammendorf                                             | 2:4 | 2:2                  | 2:0 |                     | 4:2                   | 2:1                      | 3:2                 |
| 05.                                                             | BSG Stahl MK Eisleben                                           | 1:2 | 3:1                  | 3:4 | 3:3                 |                       | 1:2                      | 2:0                 |
| 06.                                                             | BSG Chemie Buna Schkopau                                        | 1:2 | 3:1                  | 3:0 | 1:1                 | 0:1                   |                          | 2:1                 |
| 07.                                                             | BSG Stahl Merseburg                                             | 1:3 | 3:5                  | 2:3 | 3:1                 | 0:1                   | 3:0                      |                     |

## Abteilung B

### Abschlusstabelle
| Pl. | Mannschaft                    | Sp. | S | U | N | Tore    | Quote | Punkte |
| --- | ----------------------------- | --- | - | - | - | ------- | ----- | ------ |
| 1.  | BSG Motor Polysius Dessau (N) | 12  | 7 | 4 | 1 | 037:200 | 1,85  | 18:60  |
| 2.  | BSG Turbine Halle             | 11  | 5 | 4 | 2 | 026:140 | 1,86  | 14:80  |
| 3.  | BSG Chemie Bitterfeld         | 11  | 6 | 1 | 4 | 030:200 | 1,50  | 13:90  |
| 4.  | BSG Empor Halle               | 11  | 4 | 3 | 4 | 020:160 | 1,25  | 11:11  |
| 5.  | BSG Aktivist Sandersdorf      | 12  | 4 | 2 | 6 | 025:410 | 0,61  | 10:14  |
| 6.  | BSG Motor Köthen (N)          | 12  | 2 | 5 | 5 | 020:290 | 0,69  | 09:15  |
| 7.  | BSG Aktivist Roitzsch         | 11  | 2 | 1 | 8 | 014:320 | 0,44  | 05:17  |

| (N) Aufsteiger aus der Bezirksklasse 1954/55 |

### Kreuztabelle
Die Kreuztabelle stellt die Ergebnisse aller Spiele dieser Saison dar. Die Heimmannschaft ist in der linken Spalte aufgelistet und die Gastmannschaft in der obersten Reihe.
| Bezirksliga Halle Abteilung B 28. August 1955 – 22. Januar 1956 | Bezirksliga Halle Abteilung B 28. August 1955 – 22. Januar 1956 | BSG Motor Polysius Dessau | BSG Turbine Halle | BSG Chemie Bitterfeld | BSG Empor Halle | SAN | BSG Motor Köthen | ROI |
| --------------------------------------------------------------- | --------------------------------------------------------------- | ------------------------- | ----------------- | --------------------- | --------------- | --- | ---------------- | --- |
| 01.                                                             | BSG Motor Polysius Dessau                                       |                           | 4:3               | 5:1                   | 4:2             | 4:0 | 6:2              | 7:2 |
| 02.                                                             | BSG Turbine Halle                                               | 1:1                       |                   | 3:0                   | 1:1             | 4:1 | 2:1              | 2:1 |
| 03.                                                             | BSG Chemie Bitterfeld                                           | 1:2                       | 1:1               |                       | B               | 6:0 | 6:1              | 4:0 |
| 04.                                                             | BSG Empor Halle                                                 | 4:0                       | 1:0               | 1:2                   |                 | 4:2 | 1:1              | 3:0 |
| 05.                                                             | BSG Aktivist Sandersdorf                                        | 2:2                       | 2:8               | 2:5                   | 3:1             |     | 3:2              | 5:2 |
| 06.                                                             | BSG Motor Köthen                                                | 1:1                       | 1:1               | 4:2                   | 1:1             | 2:2 |                  | 2:0 |
| 07.                                                             | BSG Aktivist Roitzsch                                           | 1:1                       | B                 | 1:2                   | 2:1             | 1:4 | 4:2              |     |